# Wildstrubelhütte
Die Wildstrubelhütte ist eine Schutzhütte der Sektionen Kaiseregg und Wildhorn des Schweizer Alpen-Clubs (SAC). Sie liegt auf 2793 m ü. M. im Simmental im Berner Oberland. Die höchstgelegene Clubhütte im westlichen Berner Oberland befindet sich südlich unterhalb des Weisshorn-Westgrates im Wildstrubelmassiv und westlich des Plaine-Morte-Gletschers. Sie verfügen über 68 Schlafplätze und sind ein beliebtes Ziel für Bergwanderer, Skitourengeher und geübte Mountainbiker.

## Geschichte
Die erste Wildstrubelhütte wurde 1902 als Rohrbachhaus mit 18 Schlafplätzen zwischen dem Weisshorn und Rohrbachstein (2900 m ü. M.) von Wilhelm Hildebrand gebaut. 1907 erstellte er ein zweites, komfortableres Rohrbachhaus am jetzigen Standort und schenkte 1915 beide Gebäude der Sektion Bern des SACs.
Die neue Wildstrubelhütte wurde 1927 von der Sektion Bern des SAC 100 Meter nördlich des Rohrbachhauses für 42 Gäste gebaut (2793 m ü. M.) und das alte Rohrbachhaus von 1902 abgebrochen. Die Sektion Bern modernisierte das Rohrbachhaus in den Jahren 1974/1975.
Die Wildstrubelhütte und das Rohrbachhaus wurden im Jahr 2000 von den Sektionen Kaiseregg und Wildhorn des SAC übernommen, die 2004/2005 die Wildstrubelhütte mit einem Neubau verlängerten. Im Rohrbachhaus befinden sich heute ein Boulderraum, ein Kurslokal und eine Unterkunft für Hunde. 2017 wurde im Rohrbachhaus ein Familienzimmer eingerichtet und ein zusätzlicher Wassertank eingebaut.

## Bewartungszeiten
- Skitourensaison: Mitte Februar bis Anfangs Mai
- Sommersaison: Ende Juni bis Mitte Oktober

## Zustiege im Sommer

### Vom Berner Oberland
- Iffigenalp via Blattihütte – Stierenläger – Rawilseeleni in 3 ¾ Stunden
- Simmenfälle via Flueseehüttli – Tierbergsattel – Rawilseeleni in 6 Stunden
- Wildhornhütte via Schnidejoch – Rawilpass in 5 Stunden

### Vom Wallis
- Crans-Montana mit der Bahn zum Point de la Plaine Morte via Weisshornlücke in 1 ½ Stunden
- Cry d’Er via Col de Pochet und Weisshornlücke in 3 Stunden
- Cabane des Audannes via Col des Eaux Froides, Rawilpass in 5 Stunden
- Lac de Tseuzier via Plan des Roses, Rawilpass 3 ½ Stunden

## Zustiege im Winter

### Vom Berner Oberland
- Lenk – Iffigenalp – Wildhornhütte – Schnidehorn (und/oder Schnidenjoch) – Rawilpass.
- Gsteig – Glaciers 3000 (Skigebiet) – Geltenhütte – Wildhorn – Rawilpass.
- Kandersteg – Gemmipass – Lämmerenhütte – Wildstrubel – Plaine Morte.
- Adelboden – Engstligenalp – Wildstrubel – Plaine Morte.

### Vom Wallis
- Crans-Montana – Pointe de la Plaine Morte (Skigebiet) –  Weisshornlücke.
- Anzère – Cabane des Audannes – Wildhorn (oder Col des Eaux froides) – Rawilpass.
- Leukerbad – Gemmipass – Lämmerenhütte – Wildstrubel – Plaine Morte.

## Öffentlicher Verkehr

### Im Sommer
- Von Bern mit dem Zug Richtung Lenk. Umsteigen in Zweisimmen. Ab dem Bahnhof Lenk weiter mit dem Bus Richtung Iffigenalp oder Simmenfälle.
- Von Sion mit dem Zug bis Sierre. Umsteigen auf das Funiculair nach Montana. Ca. 10 Minuten Fussweg zur Talstation der CMA-Bahn.

### Im Winter
- Von Bern mit dem Zug Richtung Lenk. Umsteigen in Zweisimmen. Ab dem Bahnhof Lenk weiter mit dem Alpentaxi Richtung Iffigenalp (033 733 33 33). Die Strasse zur Iffigenalp ist im Winter (bis zirka Mitte April) gesperrt.
- Von Sion mit dem Zug bis Sierre. Umsteigen auf das Funiculair nach Montana. Rund 10 Minuten Fussweg zur Talstation der CMA-Bahn.

## Wanderungen
- Von der Gondelstation Plaine Morte (Wallis) – Weisshornlücke 2851 m ü. M. – Wildstrubelhütte in 1 ½ Stunden.
- Wisshore (2947 m ü. M.) in 25 Minuten von der Hütte über Schutt auf den Gipfel
- Rundwanderung Rawilseeleni – Stiereläger – Rawilpass – Hütte (markiert, mit Kinder geeignet) in 3 ½ Stunden
- Anspruchsvolle 2-Tageswanderung: Iffigenalp – Wildstrubelhütte – Tierbergsattel – Fluhseehütte – Simmenfälle[5]

## Alpine Bergtouren
- Rohrbachstein (2950 m ü. M.)  1 Stunde von der Wildstrubelhütte (Schwierigkeitsgrad T5-)
- Mittaghorn (2686 m ü. M.) in 2 ½ Stunden von der Hütte bis auf den Gipfel (T3/T4, Wegspuren)
- Wetzsteinhorn (2798 m ü. M.) in 3 bis 3 ½ Stunden von der Hütte (T4)
- Laufbodehore (2702 m ü. M.) in 4 ½ Stunden von der Hütte (T4)

## Klettern
- Klettergarten (Schwierigkeitsgrade von 3a bis 6b)
- Gletscherhorn Nordwand (SS-) (Schwierigkeit IV/V)

## Skitouren
- Wildstrubel
- Wildhorn
- Mittaghorn
- Weisshorn
- Rohrbachstein
- Die wilden W’s: Skitouren Haute Route von Les Diablerets nach Kandersteg.[6]